# Polyculture

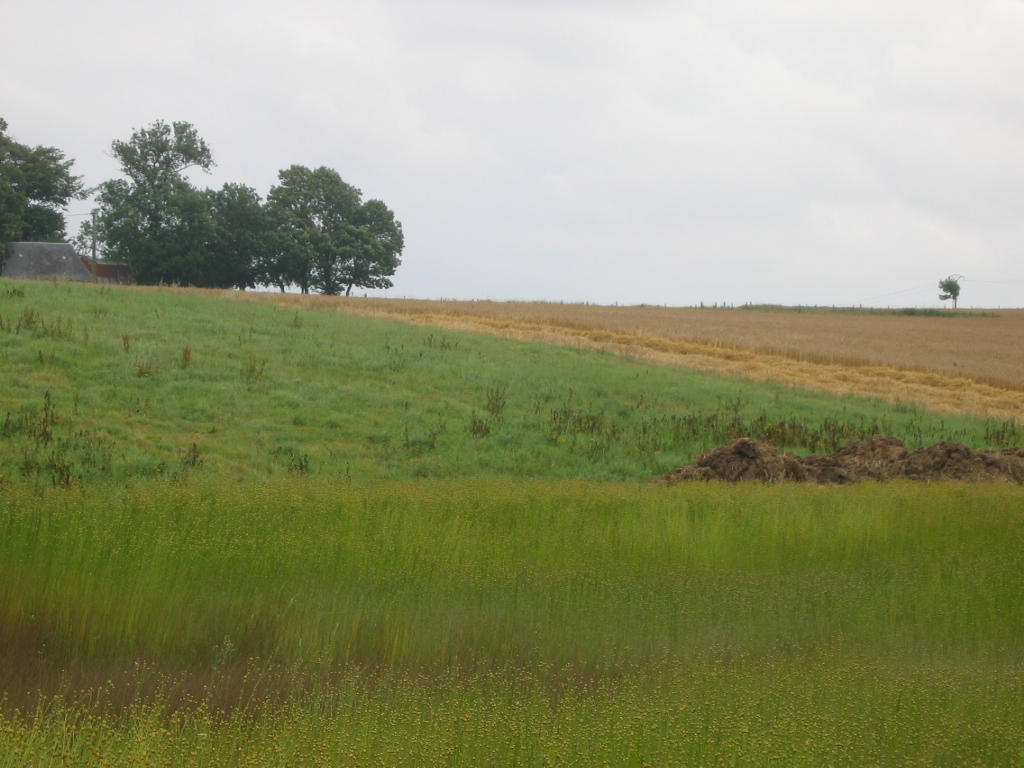
Polyculture dans le pays de Caux : lin au premier plan, prairie à gauche et blé à droite.

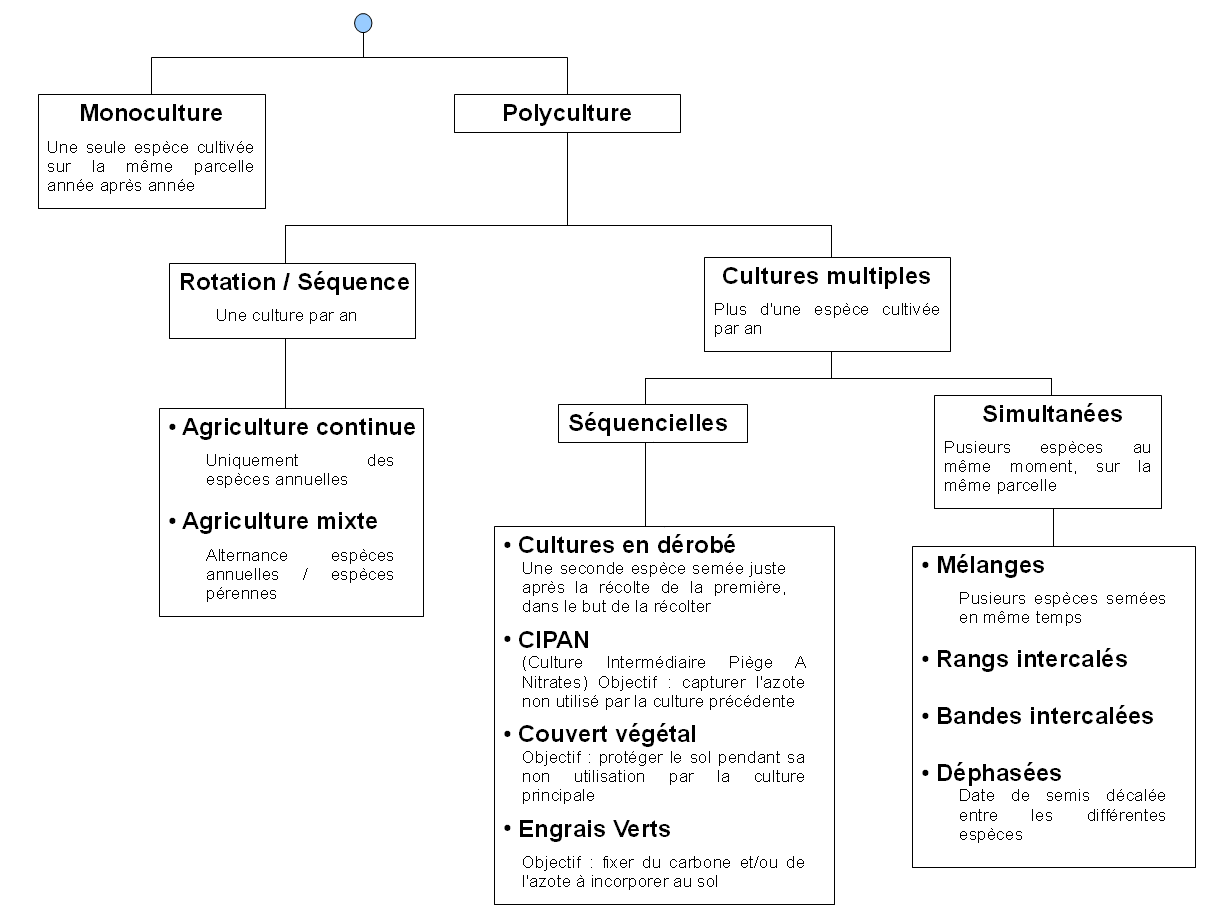
Classification des types de culture.

En agriculture, la polyculture est le fait de cultiver plusieurs espèces végétales au sein d'une même ferme, ou plus largement dans une région naturelle. Son association à l'élevage, la polyculture-élevage appelée aussi agriculture mixte, est la norme dans de nombreuses régions du monde.
Les agronomes distinguent deux types de polyculture : la rotation culturale (suite de variétés échelonnées au fil des années sur une même parcelle) et les cultures multiples (cultures de deux ou plusieurs plantes en séquence sur la même parcelle au cours d'une même année).
Ce concept s'oppose à celui de monoculture comme dans la Beauce et ses monocultures céréalières.

## Utilisations
Le polyélevage est le fait de pratiquer plusieurs types d'élevages (par exemple élever des bovins : bovins à viandes et laitiers en même temps, ovins et caprins laitiers en même temps).
La polyculture élevage est l'association de l'élevage et de la polyculture au sein d'une ferme ; les déjections du bétail (bouses, lisiers, crottins, fientes) retournant au sol, permettant ainsi l'amendement et l'engraissement de celui-ci pour le maintenir fertile et donc productif.
La polyculture-élevage commence à s'étendre à l'aquaculture durable.